# میخ‌پنجه پیسه
میخ‌پنجه پیسه (نام علمی: Centropus ateralbus) نام یک گونه از سرده میخ‌پنجه است.